# Callipteroma
Callipteroma is een geslacht van vliesvleugeligen uit de familie Encyrtidae. De wetenschappelijke naam van dit geslacht is voor het eerst geldig gepubliceerd in 1863 door Motschulsky.

## Soorten
Het geslacht Callipteroma omvat de volgende soorten:
- Callipteroma albiclava Noyes, 1978
- Callipteroma nigra Mercet, 1924
- Callipteroma sexguttata Motschulsky, 1863
- Callipteroma testacea Motschulsky, 1863